# Nombre premier primoriel
En arithmétique, un nombre premier primoriel est un nombre premier de la forme n# + 1 (nombre d'Euclide) ou n# – 1, où n# désigne la primorielle d'un entier naturel n (produit de tous les nombres premiers inférieurs ou égaux à n).
Pour la même valeur de n, l'existence d'un nombre premier primoriel de l'une des deux formes n'implique pas l'existence d'un nombre premier primoriel de l'autre forme, et les nombres d'Euclide ne sont pas tous premiers.

## Exemples
Le produit vide étant égal à 1, le nombre d'Euclide 0# + 1 = 1# + 1 vaut 2. C'est donc le plus petit nombre premier primoriel.
Le k-ième nombre premier étant noté pk, on remarque que pour n strictement compris entre  pk et pk+1, n# =pk#. Les nombres premiers primoriels supérieurs ou égaux à 3 sont donc à chercher parmi les pk# ± 1:
- les six plus petits indices k pour lesquels pk# – 1 est premier (une partie de la suite A057704 de l'OEIS) sont 2, 3, 5, 6, 13, 24 ; les six nombres premiers pk correspondants ( A006794) sont 3, 5, 11, 13, 41, 89 ;
- les sept plus petits indices k pour lesquels le nombre d'Euclide pk# + 1 est premier (une partie de la suite A014545 de l'OEIS) sont 1, 2, 3, 4, 5, 11, 75 ; les sept nombres premiers pk correspondants ( A005234) sont 2, 3, 5, 7, 11, 31, 379.

Après le nombre premier primoriel 2, les douze plus petits nombres premiers primoriels  (dont six nombres d'Euclide) sont donc donnés dans les deux dernières colonnes de la table suivante :
| k  | pk | pk# – 1                                        | pk# + 1         |
| -- | -- | ---------------------------------------------- | --------------- |
| 1  | 2  |                                                | 3               |
| 2  | 3  | 5                                              | 7               |
| 3  | 5  | 29                                             | 31              |
| 4  | 7  |                                                | 211             |
| 5  | 11 | 2 309                                          | 2 311           |
| 6  | 13 | 30 029                                         |                 |
| 11 | 31 |                                                | 200 560 490 131 |
| 13 | 41 | 304 250 263 527 209                            |                 |
| 24 | 89 | 23 768 741 896 345 550 770 650 537 601 358 309 |                 |

En 2010, les deux plus grands nombres premiers primoriels connus étaient :
- pour la seconde forme, le nombre d'Euclide p33 237# + 1 = 392 113# + 1
- pour la première forme, le nombre  p67 132# – 1 =  843 301# − 1.

En 2012, ce record fut dépassé, pour la première forme seulement, avec p85 586# – 1 =  1 098 133# – 1, un nombre à 476 311 chiffres décimaux.
En 2020, on ignore s’il existe des paires de premiers jumeaux de cette forme après 2309 et 2311[réf. souhaitée], et à plus forte raison s’il en existe un nombre infini, ce qui confirmerait une conjecture très ancienne.